# Сліхтенгорст
Сліхтенгорст (нід. Slichtenhorst) — селище в нідерландській провінції Гелдерланд. Входить до муніципалітету Нейкерк. Перша згадка про населений пункт датується 1434 роком.